# Ferenc Göndör
Ferenc Göndör, född 18 april 1928 i Ungern, död 15 april 2010, var en svensk författare, ingenjör och folkbildare.

## Biografi
Göndör föddes i östra Ungern och var av judisk härkomst. Modern och systern dödades i koncentrationsläger under andra världskriget. Hans far drev en läkarklinik i Újfehértó men avled i cancer innan deportationen till förintelselägren hann äga rum. Som 16-åring hamnade Göndör själv i koncentrationslägret Auschwitz. 
Han återvände till Ungern efter kriget men flydde 1949 till Sverige och blev svensk medborgare 1959. Han arbetade under många år på Sveriges Radio som ljudtekniker. Göndör höll många föredrag på skolor runt om i Sverige, där han berättade om sina erfarenheter från Auschwitz. Han informerade om förintelsen och varnade för en upprepning av historien. Dessutom gav han ut två böcker om sina erfarenheter från den nationalsocialistiska tiden. 
Hans budskap var att om man ska kunna bekämpa morgondagens ondska måste man känna till gårdagens. Man ska respektera sin medmänniska såsom man själv vill bli respekterad. 
Han gav också ekonomiskt stöd till stiftelsen Expo. För sitt föreläsande och sina böcker, fick han 2005 ett stipendium på 50 000 kronor från stiftelsen Artister mot nazister.

## Utmärkelser
- Torgny Segerstedt-stipendiet – 1986
- Liberala Invandrarförbundets kulturpris – 1993
- Tage Danielsson-priset – 1994
- Illis Quorum medalj av åttonde storleken – 2004. Överlämnades i samband den internationella minnesdagen för Förintelsen den 27 januari 2005.[5]